# 普里德尼斯特羅維亞
49°9′29″N 24°39′35″E / 49.15806°N 24.65972°E
普里德尼斯特羅維亞（烏克蘭語：Придністров'я），是烏克蘭西部的村莊，隸屬伊萬諾-弗蘭科夫斯克州的伊萬諾-弗蘭科夫斯克區。該村始建於1954年，面積5.54平方公里，2001年人口507，人口密度每平方公里91.5人。